# Paljakka
Paljakka – wzniesienie polodowcowe znajdujące się w regionie Kainuu, gmina Puolanka w Finlandii. Jego wysokość to 384 m n.p.m.. Paljakka jest ośrodkiem narciarskim i innych sportów tak zimowych jak i letnich.